# Star Rock
Star Rock (Originaltitel The Apple) ist ein Musikfilm mit Science-Fiction-Hintergrund aus dem Jahr 1980, der in US-amerikanischer und deutscher Co-Produktion unter der Regie von Menahem Golan entstand.  Das Drehbuch basiert auf einem Bühnenstück des Ehepaars Kobi und Iris Recht.

## Handlung
1994 nehmen Alphie und Bibi an dem Worldvision Song Festival teil. Trotz klarer Überlegenheit werden sie von dem Duo Pandi und Dandi geschlagen, die für Boogalow International Music, kurz BIM, antreten. Der Firmenboss, Mr. Boogalow, will Alphie und Bibi dennoch unter Vertrag nehmen. Während Alphie absagt, wird Bibi von der Lebensphilosophie des Unternehmens in Beschlag genommen.
Alphie erkennt die wahren Beweggründe von Boogalow, der mit Hilfe der Musik die Massen kontrollieren und somit die Weltherrschaft erringen will. Alphie kann Bibi aus den Händen der Firma befreien und sich mit ihr zu einer Rebellengruppe zurückziehen.
Nach einiger Zeit, in der Bibi ein Kind zur Welt gebracht hat, kann Boogalow seine ehemalige Angestellte finden. Er verlangt von ihr zehn Millionen Dollar als Entschädigung. Bevor Boogalow ihrer habhaft werden kann, werden Alphie, Bibi und alle reinen Seelen von Mr. Topps gerettet, der sie in seinem fliegenden Rolls-Royce wegbringt.

## Kritiken
Das Lexikon des internationalen Films bezeichnet das Werk als „auf Schauwerte und flotte Musiknummern ausgerichtet“.
Für Eric Henderson vom Slant Magazine ist der Film eine liebenswert zusammenhanglose Vision des Regisseurs Golan.
Ken Hanke vom Mountain Xpress befand, der Film entzöge sich jeder Kategorisierung. Er sei sicherlich nicht gut, jedoch hypnotisierend in seiner erstaunlichen Schrecklichkeit.
Der TV Guide sah in dem Film den Versuch, den Erfolg von The Rocky Horror Picture Show zu kopieren. Der Versuch scheitere jedoch kläglich, zum großen Teil wegen der erstaunlich banalen Musik.

## Hintergrund
Uraufgeführt wurde der Film im Oktober 1980 auf dem Chicago International Film Festival. Ab dem 21. November 1980 erschien er in den US-Kinos. In Deutschland kam er 1982 auf Video heraus. Die deutsche Fassung ist um vier Minuten gekürzt.
Gedreht wurde in Berlin, u. a. im Internationalen Congess Centrum ICC. Für Hauptdarstellerin Catherine Mary Stewart war es das Leinwanddebüt. Ebenfalls erstmals vor einer Filmkamera stand Finola Hughes, die als Tänzerin auftrat. Die Filmbauten stammen vom Filmarchitekten Hans-Jürgen Kiebach.

## Auszeichnungen
Beim Chicago International Film Festival wurde Menahem Golan für den Goldenen Hugo nominiert.
Bei den Stinkers Bad Movie Awards gewann er in den Kategorien Worst Sense of Direction und Least Special Special Effects. Zudem gab es Nominierungen in den Kategorien Worst Picture, Worst Screenplay, Worst Song or Song Performance in a Film or End Credits (für das Lied B.I.M.) sowie Worst Intrusive Musical Score.